# わが身にたどる姫君
『わが身にたどる姫君』（わがみにたどるひめぎみ）は、鎌倉時代に成立した擬古物語。作者不詳。全8巻。
1259年以降1278年までに全巻がそろったと思われている。レズビアンを扱った日本最古の文学として知られる。

## 粗筋
「我が身にたどる姫君」は清和天皇の皇后と関白との密通によって誕生した子が皇妃になる物語。姫君と摂関家の血筋のかかわりを45年間にわたって複雑な人間関係の中で解き明かす。最後には皇室と摂関家の対立が解消し、やがて理想の帝が即位することになる。

## 構成
3巻と4巻の間で作中17年が経過しており、1 - 3巻と4 - 8巻の二部構成になる。前半は主に我身姫君の若い時の話で、後半は姫の壮年から没後1年までの期間での姫の子孫世代の話となる。また6巻については旧九条家蔵本では「ならび」と書かれ、5巻と時系列が並行した挿話的な話で他の巻とは異る特性をもつ。

## 特色
源氏物語の流れを汲みつつ、風紀の乱れた恋愛ドラマを中心とする退廃王朝文学。巻を追うに従って登場人物は次々と交代してゆき、さまざまな新しい恋愛が現れるが、同性愛や近親愛など多様な性愛に特徴がある。
第1巻では、異父妹に恋をする兄の近親相姦的恋愛が描かれ、第3巻では、権中納言と女四の宮の夫婦の病的な嫉妬にみちた生活の写実的の描写が中心になっている。さらに王朝文学にはめずらしく、権中納言による暴力的な強姦と女の激しい抵抗が書かれている。第4巻では、失恋した男同士が慰めあう同性愛的な関係が見られる。
レズビアンを扱った話は第6巻で、嵯峨院上皇の娘である前斎宮（巫女）が、伊勢神宮から帰ってきて叔母の家に住み込み周囲の女性たちと関係を持つストーリー。まず斎宮と中将の君という女性同士の恋愛があり、さらに新大夫の君、小宰相の君などの女性たちとの性関係もハーレム的に登場する。結局、小宰相の君は裕福な男性と結婚したものの、斎宮のもとにも通い続け、「いとあらまほしき御仲」（理想的な関係）を実現する。新大夫の君も斎宮との恋愛関係を生涯続けて、一生を終えた。
全註解を出版した研究者の徳光澄雄によると「皇女を､あえて冒涜しその変態性欲を戯画化することによって､物語に新しい興趣を盛り込もう」という作者の意図があったとされる。